# 㹧𱮒湖避塘

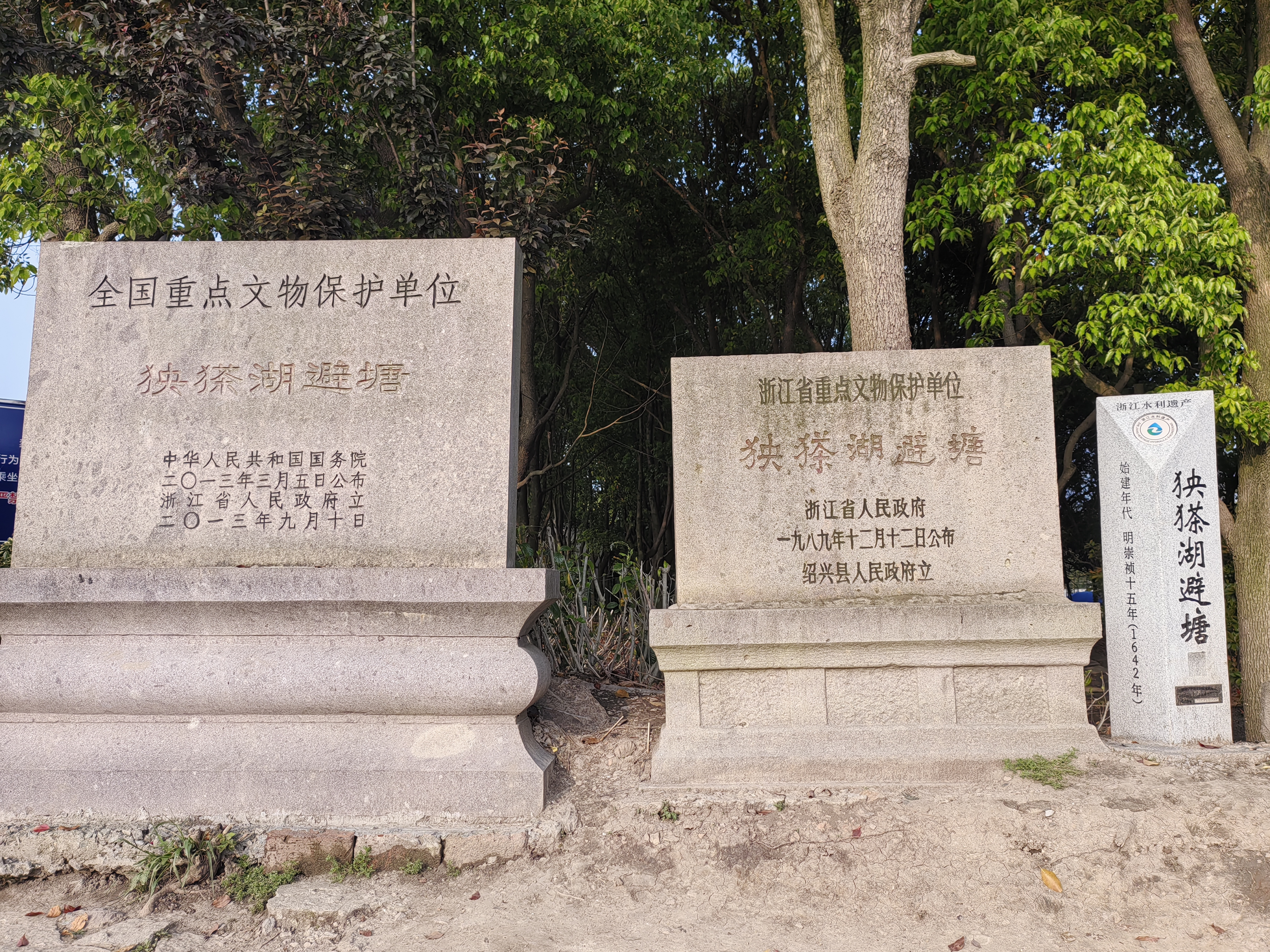
自左向右為寫有「㹧𱮒湖避塘」的全国重点文物保护单位、浙江省文物保护单位、浙江水利遺產標誌

㹧𱮒湖避塘位于中华人民共和国浙江省绍兴市越城区灵芝街道㹧𱮒湖上，南起林头村北首天济庙，北至七里江村平风湾，为与纤道相类似的长桥，主要用于船只躲避风浪，兼可沟通南北两岸交通和捍卫沿湖田囿，始建于明天启年间，崇祯十五年（1642）后建成，清代嘉庆、咸丰、同治和宣统年间均有修缮。
避塘呈南北向，全长约3.5公里（今北面1.5公里仍两面临水，南面2公里在二十世纪七十年代因东面围湖造田而呈单面临水状），面宽约2.3米，由实体塘堤、石桥和石路亭组成，其中实体塘堤平面呈“S”形，塘基以长约2-2.3米，宽0.4-0.5米的条石或顺丁叠砌，或顺叠而成，有收分，上铺长约2米的大块石板为路面，设有五座石桥和一座石路亭。五座石桥分为与塘同行南北向的单孔平梁石桥三座（分别名“德济”、“中济”和“平济”）和与湖西岸东西向连接的三孔平梁石桥两座（分别名“普济”和“天济”，已改建），各间隔里许，前者便于湖水流通和舟楫往来，后者使塘路和岸路相通。石亭平面呈长方形，坐东朝西，三柱两间，石板屋面，东西两面落坡，南北山墙上存有清代阴刻楷书《募修塘碑记》和《修塘碑记》。